# マフムード・シャー1世 (グジャラート・スルターン朝)

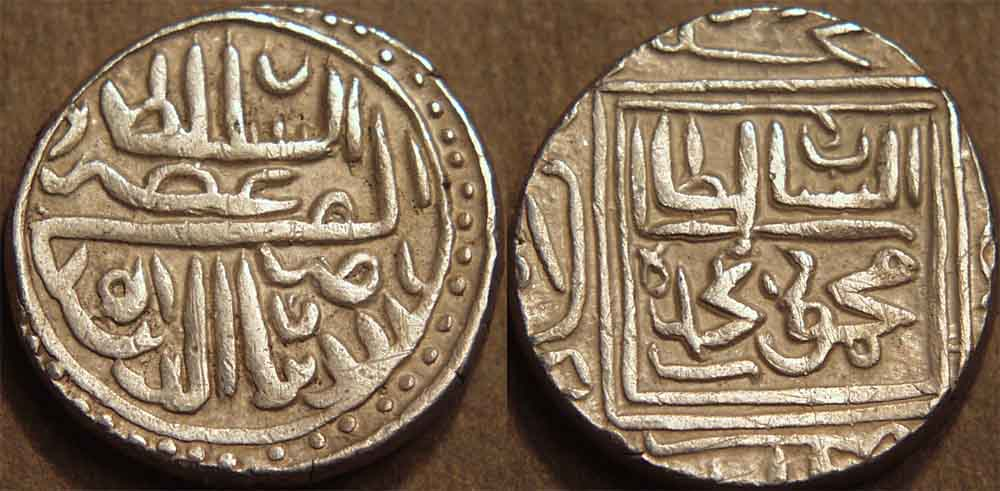
マフムード・シャー1世の治世に鋳造された銀貨

ナーシルッディーン・マフムード・シャー1世（Nasir-ud-Din Mahmud Shah I, 生年不詳 - 1511年11月23日）は、西インド、グジャラート・スルターン朝の君主（在位：1458年 - 1511年）。マフムード・ベガルハ（ベガダ、ベガル）とも呼ばれる。

## 生涯
1458年、叔父ダーウード・シャーが死亡したため、王位を継承した。
マフムード・シャーは祖父アフマド・シャー1世以来の名君であり、その領土はチャーンパーネール、パーヴァーガド、ジュナーガドを征服し、最大となった。彼の別名「ベガルハ」は2つの都市を意味し、チャーンパーネールとジュナーガドに因んでいる。また、ジュナーガドの近くにはムスタファーバードが、チャーンパーネールの近くにはムハンマダーバードと新しい都市がそれぞれ建設された。
マフムード・シャーの治世、グジャラート・スルターン朝は最盛期を迎えた。その治世のインドで最も強力な国家の一つとなり、勝統治に行き届いた国家となった。商業と貿易は発展し、交易に携わる商人には安全な道路が提供され、旅行者のために宿やキャラバンサラーイが建設された。
とはいえ、マフムード・シャーは西アジア諸国の交易に関与し、勢力を拡大してきたポルトガル勢力とも対決しなければならなかった。彼はエジプトのマムルーク朝、カリカットのザモリンと同盟し、ディーウの沖合で戦った（ディーウ沖の海戦）。戦いに敗北したのち、ポルトガル人にはディーウに在外商館の用地を与えた。
1511年11月23日、マフムード・シャーは死亡し、息子のムザッファル・シャー2世が王位を継承した。